# Nadia Abu El Haj
Nadia Abu El Haj (en árabe: نادية أبو نادية (nacida en 1962),) es una académica estadounidense con un doctorado en antropología de la Universidad de Duke. Es profesora de antropología en el Barnard College y en la Universidad de Columbia.
Es autora de: Facts on the Ground: Archaeological Practice and Territorial Self-Fashioning in Israeli Society (2001) y The Genealogical Science: The Search for Jewish Origins and the Politics of Epistemology (2012), Abu El-Haj fue objeto de un duelo de peticiones en línea, en el que se discutió si debía ser titular durante el año académico 2006-07, cuando fue recomendada para la titularidad. Abu El-Haj recibió la titularidad en noviembre de 2007.

## Biografía

### Primeros años y educación
Abu El Haj nació en los Estados Unidos, segunda hija de una madre «episcopaliana de Long Island», y un padre musulmán palestino. Su abuelo materno era francés y su abuela materna, noruego-americana, y ha caracterizado su educación religiosa como de «iglesia dos veces al año».
Estuvo un par de años en escuelas privadas en Teherán y Beirut, mientras que su padre fue desplegado allí para las Naciones Unidas. Regresó a los Estados Unidos para sus estudios universitarios, asistiendo en el Bryn Mawr College para obtener su título de Bachiller en Ciencias Políticas, y luego recibió su doctorado en la Universidad de Duke. Entre 1993 y 1995, hizo un postdoctorado con una beca de la Academia de Estudios Internacionales y de Área, de la Universidad de Harvard, centrándose en el Oriente Medio. También recibió becas del «Programa Mellon» de la Universidad de Pensilvania y del Instituto de Estudios Avanzados de Princeton (Nueva Jersey). Habla inglés, árabe, francés, farsi y hebreo.

### Carrera académica
Abu El Haj enseñó en la Universidad de Chicago desde 1997 hasta 2002, cuando se incorporó al cuerpo docente del Barnard College. También ha dado conferencias en la Academia de Ciencias de Nueva York, la Universidad de Nueva York, la Universidad de Pensilvania, el Instituto de Estudios Avanzados de Princeton, la Universidad de Cambridge, la London School of Economics (LSE) y la Escuela de Estudios Orientales y Africanos (SOAS) de la Universidad de Londres.
Antigua becaria del Programa Fulbright, recibió la Beca SSRC-McArthur en Paz y Seguridad Internacional y subvenciones de la Fundación Wenner-Gren para la Investigación Antropológica y la del Fondo Nacional para las Humanidades: Es editora asociada del American Ethnologist: A Journal of the American Ethnological Society y forma parte de los colectivos editoriales de Public Culture y Social Text. En una entrevista de 2008 con The New Yorker, dijo: «No soy una intelectual pública. ... ...no cortejo la controversia».

## Investigación

### Facts on the Ground
En 2001, Abu El Haj publicó Facts on the Ground: Archaeological Practice and Territorial Self-Fashioning in Israeli Society. En él utiliza métodos antropológicos para explorar la relación entre el desarrollo del conocimiento científico y la construcción de las imaginaciones sociales y los órdenes políticos, utilizando la disciplina de la arqueología israelí como tema de su estudio. Argumentando que los hechos generados por la práctica arqueológica configuran «entendimientos culturales, posibilidades políticas y supuestos de 'sentido común'», plantea que, en el caso de Israel, la práctica funciona al servicio de la «formación y promulgación de su imaginación histórica colonial-nacional y ... la fundamentación de sus reivindicaciones territoriales».
Facts on the Ground ha sido revisado en publicaciones académicas y populares. El libro fue galardonado con el premio «Albert Hourani Book Award 2002» de la Asociación de Estudios del Medio Oriente de América del Norte, que compartió con el libro Being Israeli: the Dynamics of Multiple Citizenship, de Gershon Shafir y Yoav Peled.

### Otras becas
La beca más reciente de Abu El Haj explora el campo de la antropología genética mediante el análisis de proyectos destinados a reconstruir los orígenes y las migraciones de poblaciones específicas. El análisis también se dirige al papel de las empresas con fines de lucro que ofrecen pruebas de ascendencia genética. La forma en que se cruzan la raza, la diáspora y el parentesco, y la forma en que los orígenes genéticos surgen como una preocupación compartida entre quienes buscan reparación o reconocimiento, son temas predominantes en la obra.
Revisando el libro de El Haj del 2012, The Genealogical Science: The Search for Jewish Origins and the Politics of Epistemology, el genetista Richard Lewontin, al escribir en The New York Review of Books, la describió como una «determinista genética» no en el «sentido usual», sino porque escribe que «los aspectos fundamentales de quiénes somos están determinados por nuestro pasado» y que «quiénes somos realmente colectiva e individualmente está dado por y es legible en los datos biológicos». Propone que un término como «determinismo biológico» podría ser acuñado para describir su actitud a pesar de su afirmación de que aunque la elección de actuar o no actuar en la información disponible sobre nuestra ascendencia, que ella describe como diciéndonos quiénes «somos realmente» es una cuestión de libre elección.

## Controversia sobre la titularidad
Abu El Haj se incorporó al Departamento de Antropología del Barnard College en el otoño de 2002. Debido a la afiliación del Barnard College a la Universidad de Columbia, los profesores recomendados para ocupar un puesto en el Barnard están sujetos a la aprobación de Columbia. Abu El Haj fue recomendado por la facultad de Barnard en el año académico 2006-07, y por Columbia en el año académico 2007-08.

### Duelo de peticiones
El 7 de agosto de 2007, Paula Stern, una exalumna de Barnard de 1982 que vive en el asentamiento israelí de Ma'ale Adumim, inició una petición por Internet contra la profesora. En respuesta a la petición de Stern, a finales de agosto, una petición de apoyo a Abu El Haj fue iniciada por Paul Manning, lingüista del departamento de antropología de la Universidad de Trent en Peterborough, Canadá.
Cuando Barnard anunció que había concedido la titularidad a Abu El Haj, en noviembre de 2007, 2.592 personas habían firmado la petición contra la titularidad y 2.057 habían firmado la petición a favor de la titularidad. El número de firmas de cada lado no tenía relevancia para los procedimientos de titularidad.

### Debate académico sobre las credenciales de Abu El-Haj
En agosto de 2007, The Chronicle of Higher Education informó sobre el apoyo a Abu El Haj entre los estudiosos de la antropología y los estudios sobre el Oriente Próximo. Lisa Wedeen, presidenta del departamento de Ciencias Políticas de la Universidad de Chicago, dijo que Facts on the Ground mostraba que Abu El Haj estaba más interesada en la filosofía de la ciencia que en el argumento político.
La publicación The Chronicle of Higher Education también escribió que muchos de los partidarios de Abu El Haj dijeron que el examen por homólogos, y no la presión pública, es la medida apropiada de la labor de un académico, señalando que ha recibido muchos premios, subvenciones y nombramientos académicos. En un artículo publicado en The New York Times en septiembre de 2007 se informó de que muchos de los partidarios de Abu El Haj, en particular los del ámbito de la antropología, elogiaron su libro como «sólido, incluso brillante, y parte de una tendencia innovadora». Por ejemplo, Michael Dietler, profesor de antropología de la Universidad de Chicago, describió a Abu El Haj como una erudita de primer orden. Dietler también dijo que Abu El Haj se oponía porque es de ascendencia palestina.
Alan F. Segal, profesor de religión y estudios judíos en Barnard, cuestionó la calidad de su investigación. Afirmando que Abu El Haj había sugerido que «los antiguos israelitas no habían habitado la tierra donde ahora se encuentra Israel», Segal dijo que o bien ignoró o malinterpretó la evidencia en sentido contrario. En una crítica de Facts on the Ground publicada en el Columbia Daily Spectator, Segal escribió que se oponía a Abu El Haj por razones profesionales, y no políticas. Segal dijo más tarde en The Forward que Abu El Haj odia a los israelíes.
William G. Dever, profesor jubilado de arqueología del Oriente Próximo en la Universidad de Arizona, dijo al New York Sun que a Abu El Haj se le debe negar la titularidad porque su beca es «defectuosa, engañosa y peligrosa», y no porque sea palestina o de izquierdas.
Segal y Dever hablaron en conferencias patrocinadas por Scholars for Peace in the Middle East y LionPAC —un grupo de defensa proisraelí en Columbia—, con el objetivo de rebatir a El Haj. En su conferencia, Dever discutió la noción de que la arqueología tiene sesgos inherentes. Sin embargo, la teoría arqueológica desafía esta noción. En respuesta a la controversia que rodea el trabajo de Abu El Haj, la presidenta de Barnard, Judith Shapiro, dijo que mostrar cómo la investigación arqueológica puede ser utilizada con fines políticos e ideológicos es una empresa antropológica cultural legítima.

### Decisión sobre la permanencia en el cargo
El 2 de noviembre de 2007, Barnard anunció que Abu El Haj había sido nombrada titular. Después de la decisión de la titular, el presidente de Barnard Shapiro elogió a Abu El Haj en una entrevista concedida al The New Yorker.

## Obras publicadas
- The Genealogical Science: The Search for Jewish Origins and the Politics of Epistemology, University of Chicago Press (2012)
- "The Genetic Reinscription of Race" en Annual Review of Anthropology (2007).[2]
- "Rethinking Genetic Genealogy: A Response to Stephan Palmi" en American Ethnologist (2007), 34:2:223–227.[10]
- "Edward Said and the Political Present" en American Ethnologist (2005), 32:4:538–555.[2]
- "Reflections on Archaeology and Israeli Settler-Nationhood" in Radical History Review (Spring 2003), 86:149–163. Archivado el 3 de marzo de 2016 en Wayback Machine.
- "Producing (Arti)Facts: Archaeology and Power during the British Mandate of Palestine" en Israel Studies Summer (2002), 7:2:33–61.[10]
- Facts on the Ground: Archaeological Practice and Territorial Self-Fashioning in Israeli Society (2001), University of Chicago Press.
- "Translating Truths: Nationalism, Archaeological Practice and the Remaking of Past and Present in Contemporary Jerusalem" en American Ethnologist (1998), 25:2:166–188.[10]